# Compagnie Internationale des Wagons-Lits

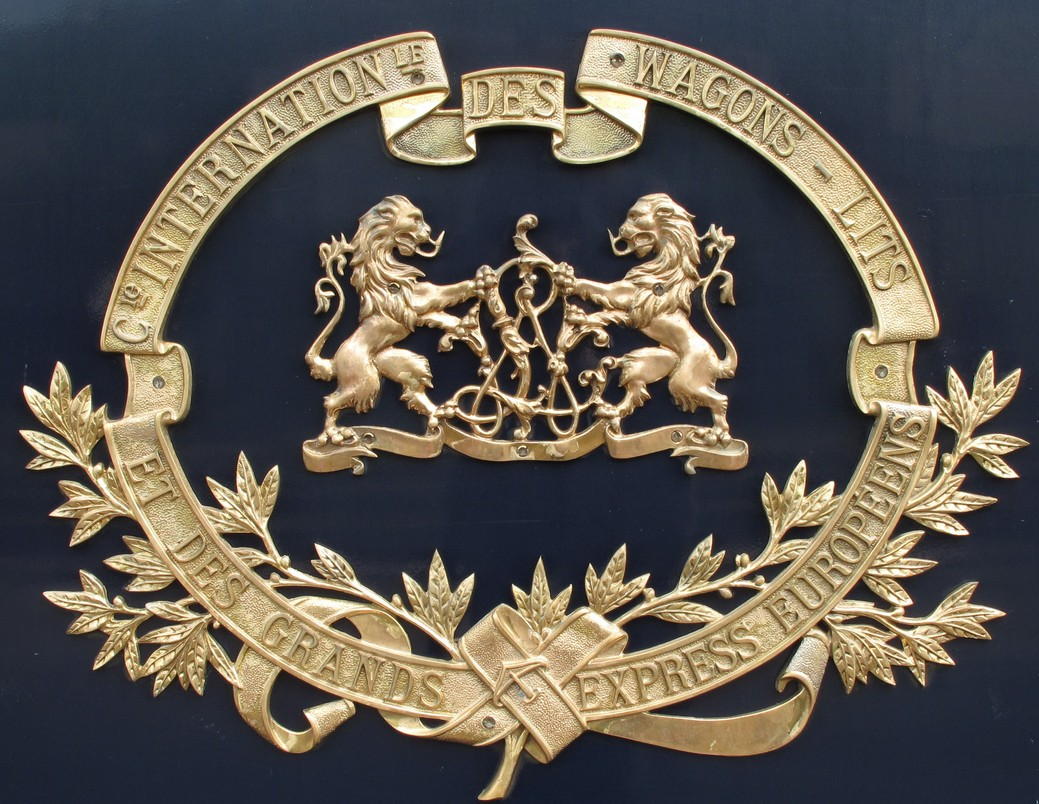
Logo CIWL

La Compagnie Internationale des Wagons-Lits fue fundada en 1872 por el ingeniero belga Georges Nagelmackers tras la fusión de su empresa de coches cama con la 'Mann's Railway Carriage'. Conocida por sus siglas CIWL, y en español como 'Compañía Internacional de Coches Cama' tenía como misión prestar el servicio de restauración y alojamiento de diferentes administraciones ferroviarias europeas a través de sus propios coches-cama, coches-salón y coches-restaurante. A partir de 1883 cambió su denominación por la de 'Compañía Internacional de Coches Cama y de los Grandes Expresos Europeos', ya que en ese mismo año inicia un nuevo servicio de trenes internacionales, entre los que se encuentran el famoso Orient Express.

## Historia

### Express d'Orient
El 4 de octubre de 1883, la compañía inauguró el entonces bautizado Express d'Orient. En la época, el tren salía dos veces por semana de la estación del Este (Gare de l'Est) de París, y terminaba en la ciudad de Giurgiu, en Rumanía, pasando por Estrasburgo, Múnich, Viena, Budapest y Bucarest. De Giurgiu, los pasajeros eran transportados a través del Danubio hasta la ciudad de Ruse, en Bulgaria. De allí otro tren los llevaba hasta Varna, donde podían tomar un ferry hasta Estambul. A partir de 1885 el Orient Express utiliza también una variante del trazado por Belgrado y en 1889 al culminarse el trazado ferroviario hasta Estambul se convierte en un expreso diario a Budapest y ofrece un servicio tres días a la semana hasta Estambul. Durante la Primera Guerra Mundial se suspendieron los viajes, pero al finalizar se reanudaron y se iniciaron nuevos itinerarios, como el que discurría por Milán, Venecia y Trieste y que recibía el nombre de Simplon Orient Express, ya que pasaba por el túnel del Simplón. En el período de entreguerras alcanza su cenit como tren de lujo y escenario de intrigas políticas y de todo tipo.

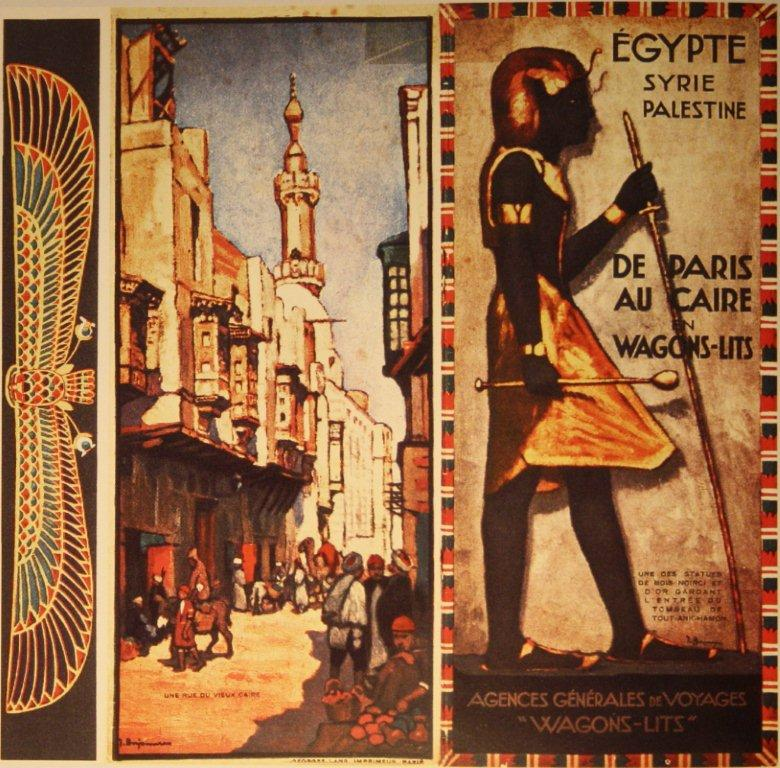
poster CIWL (c) wagons-lits diffusion, Paris

Durante la Segunda Guerra Mundial también se suspendieron los servicios y a partir del final de la misma comienza la decadencia. Algunas de las administraciones ferroviarias cerraron su paso a los trenes internacionales y distintos conflictos políticos agravaron la situación, especialmente entre Bulgaria y Turquía. La compañía se desentiende a lo largo de la década de 1960 y 1970 de sus trenes internacionales, pasando a ocuparse de ellos las administraciones ferroviarias de los estados por los que circula. El Direct Orient Express rinde su último viaje entre París y Estambul  el 19 de mayo de 1977. Desde entonces ha habido numerosos intentos de recuperar este servicio ferroviario de lujo como el Venice Orient Express, el Venice Simplon Orient Express (VSOE) y el Nostalgie Orient Express.

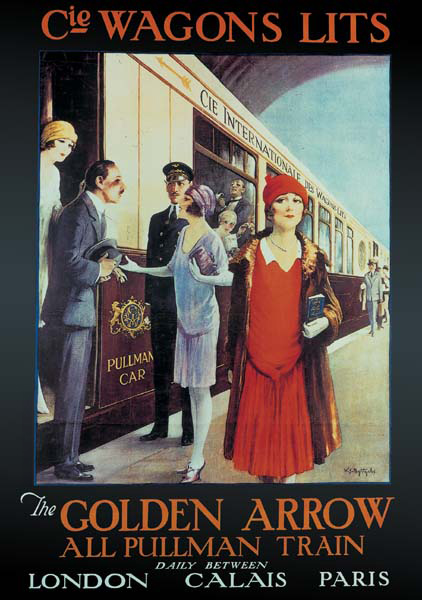
poster CIWL (c) wagons-lits diffusion, Paris

### Nord-Express y Sud-Express
Tras establecer la conexión ferroviaria de oeste a este en Europa con el Orient Express, la compañía emprende un nuevo itinerario cuya misión era establecer una conexión de norte a sur, a través de dos grandes expresos: el Nord-Express y el Sud-Express. El primero inauguró su servicio el 9 de mayo de 1896 desde la estación del Norte de París, con destino a San Petersburgo, vía Bruselas, Colonia y Berlín. El Sud-Express ya estaba operativo desde 1887 y partía de la estación de París-Austerlitz con destino a Lisboa. El Sud-Express, conocido en España como Sudexpreso, tenía ramas que se segregaban con destino a Madrid y a Oporto. Esta relación ferroviaria Norte-Sur resultaba más compleja porque discurría por trazados ferroviarios con diferente ancho de vía, ya que debía enfrentarse al entrar en Rusia al ancho de 1.520 mm y en Hendaya abandonaba el ancho internacional para entrar por Irún en el ancho ibérico de 1.668 mm.
En España llegaron a tener una sede, exactamente en Madrid, en la calle Virgen de los Peligros esquina con calle Alcalá, en el local comercial del edificio “La Unión y el Fenix español”.

### Actualidad
La empresa CWL se ocupa a día de hoy de procurar servicios a bordo de trenes, como cáterin y limpieza, entre los cuales cabe destacar los servicios a bordo del trenhotel entre Madrid y Lisboa. CWL es propiedad grupo hotelero Accor y forma parte del sector de servicios de este grupo.
Actualmente la compañía está disgregada en Wagon Lits, que se encarga de la gestión de la restauración y servicios dormitorio dentro de la mayoría de servicios de las compañías ferroviarias europeas y Venice-Simplon Orient Express, que realiza el servicio del mítico Orient Express a modo de tren turístico de lujo.
Desde 1996, la CIWLT (Compagnie Internationale des Wagons-Lits et du Tourisme), parte del Grupo internacional ACCOR, ha creado Wagons-Lits Diffusion SA, filial encargada de gestionar las marcas, archivos históricos y todos los derechos históricos (trademarks and Intellectual Properties). Cualquier uso tiene que estar autorizado por Wagons-Lits Diffusion SA, basado en París, Francia.